# Anguloa rolfei
Anguloa rolfei là một loài thực vật có hoa trong họ Lan. Loài này được Sander ex Rolfe mô tả khoa học đầu tiên năm 1915.